# 沖積平野

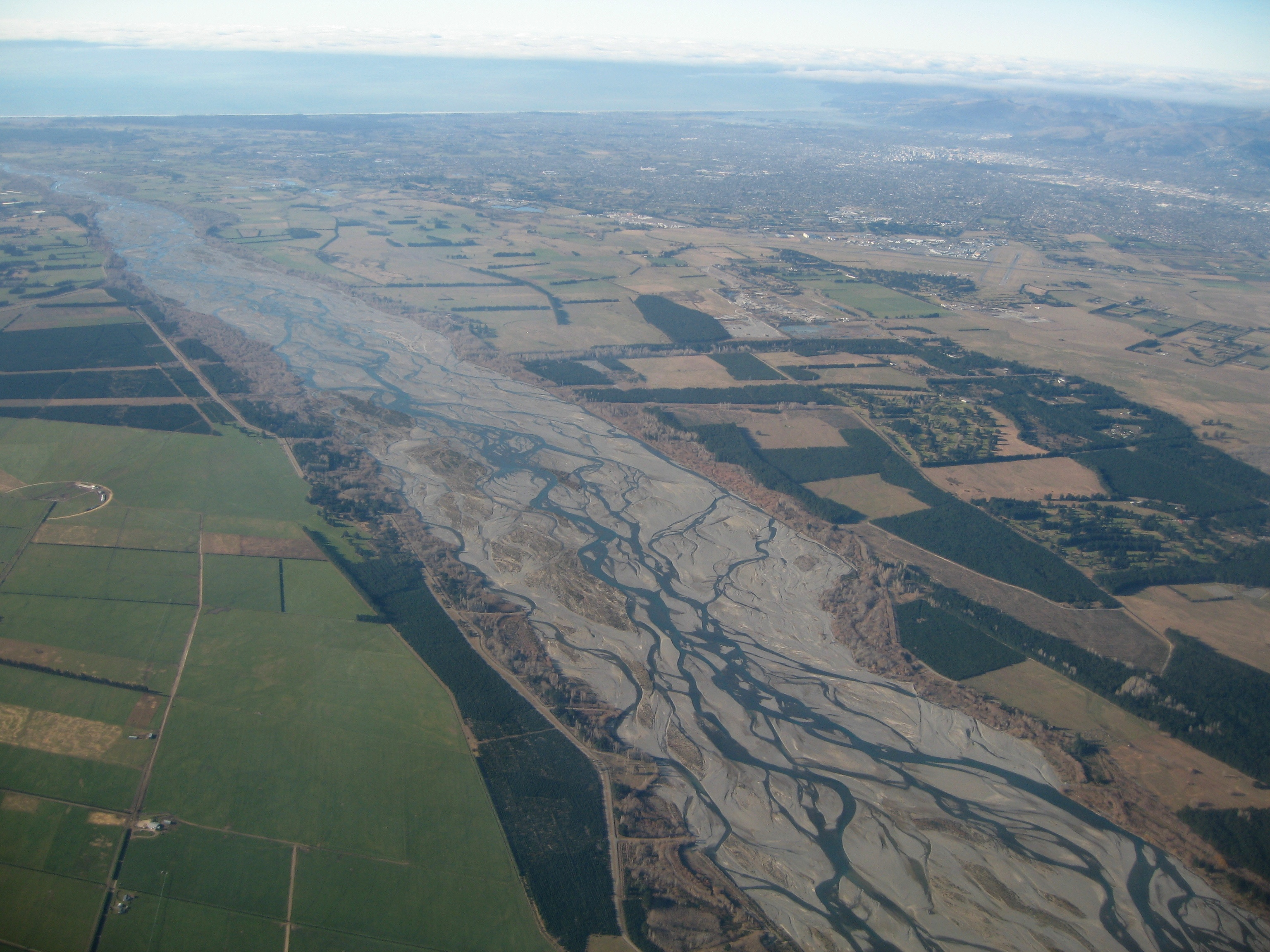
沖積平野

沖積平野（ちゅうせきへいや、英語: alluvial plain）とは、平野の一種であり、主に河川による堆積作用によって形成される地形。河川によって運搬された砕屑物（礫、砂、泥）が、山地間の谷底や、山地を離れた平地、河口、さらに沖合にかけて堆積して平野となったものをいう。谷底堆積低地、扇状地、氾濫原、三角州などの総称。海浜堆積物によって形成される海岸平野と区別される。河成堆積低地とほぼ同義。沖積低地、沖積地ともいう。
かつては、沖積世（完新世）に形成された平野についても沖積平野と呼ばれていた。そのため、海岸平野のうち完新世に形成されたものは沖積平野に含まれていた。現在では沖積世という時代区分用語は使用されていないため、沖積平野という語を形成時代的な意味合いで使用することは推奨されない。

## 分類
沖積平野は、上流域から下流域に向かって、谷底堆積低地、扇状地、氾濫原（自然堤防帯、蛇行原）、三角州の順に配列される。同じ河川において、上記の地形種の順序が変わることはほとんどない。しかし、急峻な山地を流れるような土砂供給量の多い河川では、粗粒な砕屑物（礫など）が下流域まで運搬されることにより、扇状地が海岸にまで到達し、砂泥質の堆積物からなる氾濫原や三角州が形成されない場合がある。一方で、土砂供給量の少ない河川では、扇状地が発達しない場合がある。

## 土地利用
一般には水害の危険が高いが利水しやすく、肥沃で平らであるため農耕に適する。多くの文明が沖積平野で発祥している。

## 自然災害リスク
沖積平野は災害に対して脆弱な地形であるものの、日本においては人口の大部分が沖積平野に集まっている。沖積平野の地層は沖積層と呼ばれる。形成年代が若く締め固まっておらず、地下水面も高く水分に富むため軟弱地盤が広く分布している。
- 地盤沈下が発生しやすい地質状況である。地下水利用に限らず、工業用水やトンネルなどの地下掘削に伴う揚水においても、沈下現象が発生しやすい。昭和50年代頃までに発生した地盤沈下によりゼロメートル地帯となり、水害に対して脆弱な状況となった地域がある。
- 地震の際には地盤の液状化が発生しやすい地質状況にある。新潟地震の際には、海岸に近い場所で液状化現象が発生し、建築物の倒壊が起こった。
- 地震の際に揺れが大きくなることから火災の発生が危惧されている。関東大震災の際には、下町地域（沖積平野）で大規模な火災が発生した。

## 軟弱地盤の発見
はじめて関東平野に大規模な軟弱地盤が拡がっていることが発見・確認されたのは、関東大震災の復興局による調査によるものである。復興局はボーリングマシンを輸入し、「突下数（とっかすう）」といわれる現在の標準貫入試験の原形にあたる調査を実施したことにより、埋没谷（第四紀海水準変動により形成）と沖積層の分布が作成され、それにより初めて軟らかい地層が数十m分布することが確認された。